# Aelita Yurchenko
Aelita Yurchenko (née le 1er janvier 1965) est une athlète ukrainienne spécialiste du 400 mètres. Elle gagne ses seules médailles lors de relais 4 × 400 mètres.

## Carrière

### Palmarès
| Date | Compétition                    | Lieu    | Résultat | Performance   |
| ---- | ------------------------------ | ------- | -------- | ------------- |
| 1987 | Championnats du monde          | Rome    | 2e       | 3 min 19 s 50 |
| 1991 | Championnats du monde en salle | Séville | 3e       | 3 min 27 s 95 |
| 1991 | Championnats du monde en salle | Séville | 4e       | 51 s 59       |
| 1997 | Championnats du monde en salle | Paris   | 5e       | 3 min 30 s 43 |

### Records
| Épreuve    | Performance | Lieu   | Date             |
| ---------- | ----------- | ------ | ---------------- |
| 400 mètres | 49 s 47     | Moscou | 4 septembre 1988 |